# Roman Skamene
Roman Skamene (ur. 2 października 1954 w Planie) – czeski aktor filmowy. Znany głównie z filmu z 1975 r. Zaklęte rewiry, gdzie zagrał bufetowego Fryca. Ze względu na swój niski wzrost (160 cm) przez długi czas grał role dziecięce.

## Filmografia

### Filmy
| Rok  | Tytuł                      | Rola                            |
| ---- | -------------------------- | ------------------------------- |
| 1967 | Útěk                       | Sasa                            |
| 1969 | Panna z dziećmi            | Karel Sládek                    |
| 1970 | Piekielny miesiąc miodowy  | chłopak z procą                 |
| 1972 | Dziewczyna na miotle       | student                         |
| 1975 | Zaklęte rewiry             | Fryc                            |
| 1984 | Podróż dookoła mojej głowy | Michal Redina                   |
| 1985 | Fałszywy książę            | Dowódca straży pałacowej        |
| 1986 | Śmierć pięknych saren      | Właściciel zakładu pogrzebowego |
| 1987 | Cinkciarze                 | Bíny                            |
| 1989 | Dwaj ludzie w zoo          | Valda                           |
| 1991 | Czołgowy batalion          | Major Boroviczka                |
| 1993 | Divoké pivo                | Ferda Žalud                     |

### Seriale
| Rok  | Tytuł                 | Rola             |
| ---- | --------------------- | ---------------- |
| 1975 | My z konce světa      | Franta           |
| 1985 | Vlak dětství a naděje | Henleiner        |
| 2001 | O ztracené lásce      | Maxmilián Skrček |
| 2016 | Pustkowie             | Lipovský         |